# Шанхайський автосалон
Шанхайський міжнародний автосалон (кит.: 上海国际汽车展, англ. Auto Shanghai), або просто Шанхайський автосалон — це міжнародна автомобільна виставка, що проходить у найбільшому китайському місті Шанхай у кінці квітня. Автосалон проводиться з 1985 року кожного непарного року і чергується з Пекінським автошоу, яке відбувається в парні роки.

## Історія
Постійним місцем проведення автосалону є адміністративний район Шанхая Пудун, віднедавна експозиції розміщуються у побудованому 2001 року Новому шанхайському міжнародному виставковому центрі (Shanghai New International Expo Center). У червні 2004 року автосалон у Шанхаї став першим серед китайських автошоу, що отримав сертифікацію Всесвітньої асоціації виставкової індустрії (UFI). Наразі він є найбільшим азійським автомобільним салоном.
Серед новинок, що в різні роки дебютували на Шанхайському автосалоні, можна відзначити:
- Audi A6L
- Brilliance BS4 Splendor
- Chana Yu Feng
- Changfeng LieBao-C1
- Chery Wow і М14
- Chevrolet Aveo Xtreme
- FAW Hongqi HQD concept
- Hafei Saibao V
- Spyker La Turbie
- X-Gene «X-Coupé»

### 2013
Шанхайський автосалон 2013 року став 15-им за ліком і пройшов з 21 по 29 квітня. На площі у 280 000 кв.м було представлено близько 1300 експонатів, з яких 111 світових прем'єр. Загальна кількість відвідувачів перевищила 813 000 на додачу до понад 10 000 акредитованих журналістів.
Найочікуваніші прем'єри:
| - Detroit Electric SP:01 - Ford Escort Concept - Hongqi L9 - Icona Vulcano - Lamborghini Aventador LP720-4 50 Anniversario | - Maserati Ghibli третього покоління - Mercedes Concept GLA - Renault Alpine A110-50 - Skoda Superb 2013 - Volkswagen CrossBlue Coupé |

## 2015
| Зовнішні відеофайли | Зовнішні відеофайли                                                     |
| ------------------- | ----------------------------------------------------------------------- |
|                     | Auto Shanghai 2015 Highlights (Part 1 - Presented by Sascha Pallenberg) |
|                     | Auto Shanghai 2015 Highlights (Part 2 - Presented by Sascha Pallenberg) |
|                     | Auto Shanghai 2015 Highlights (Part 3 - Presented by Sascha Pallenberg) |
|                     | Auto Shanghai 2015 Highlights (Part 4 - Presented by Sascha Pallenberg) |

| 1                                                | 2                                          | 3                                           |
| ------------------------------------------------ | ------------------------------------------ | ------------------------------------------- |
| Audi A6 L e-tron (4G,C7) '2015                   | Audi Q7 e-tron TFSI quattro '2015          | BAW Senova CC '2015                         |
| Audi S7 Sportback '2014                          | GAC Trumpchi GS4 '2015                     | Zinoro Concept Next '2015                   |
| BMW X5 xDrive40e (F15) '2015                     | Brilliance V3 '2015                        | Buick Verano CN-spec '2015                  |
| Dongfeng Fengshen L60 '2015                      | Ferrari California T Tailor Made '2015     | Ford Focus S '2015                          |
| Ford Focus Sedan CN-spec '2015                   | Ford Taurus CN-spec '2015                  | Ford Tourneo CN-spec '2015                  |
| Haval H6 Coupe '2015                             | Honda City CN-spec '2015                   | Isuzu MU-X CN-spec '2015                    |
| Lexus ES 200 (XV60) '2015                        | Lexus ES 300h (XV60) '2015                 | Lexus RX 200t F-Sport '2015                 |
| McLaren 540C Coupé '2015                         | Nissan Lannia '2015                        | Škoda Fabia CN-spec (NJ) '2015              |
| Startech Range Rover Pickup (L405) '2015         | Toyota Corolla Hybrid CN-spec '2015        | Toyota Levin HEV '2015                      |
| Volkswagen Gran Santana '2015                    | Volkswagen Polo GTI CN-spec (Typ 6R) '2015 | Volkswagen Scirocco GTS '2015               |
| Volvo S60L Twin Engine '2015                     | Volvo XC90 T8 Excellence '2015             | Infiniti Q70L "Bespoke Edition" (Y51) '2015 |
| Rolls-Royce Phantom "Limelight Collection" '2015 | Audi prologue allroad '04.2015             | Chevrolet FNR Concept '04.2015              |
| Citroën Aircross Concept '04.2015                | Fiat Ottimo Cross Concept '04.2015         | Honda D Concept '04.2015                    |
| Mercedes-Benz Concept GLC Coupé '04.2015         | Peugeot 308 R HYbrid Concept '04.2015      | Peugeot Quartz Concept '04.2015             |
| Qoros 2 SUV PHEV Concept '04.2015                | Venucia VOW Concept '04.2015               | Volkswagen C Coupé GTE '04.2015             |